# Друзі друзів
«Дру́зі дру́зів» (рос. Друзья друзей) — російський комедійний фільм 2013, знятий компанією Enjoy Movies. Прем'єра відбулася 1 січня 2014.

## Зміст
Напередодні Нового року всіх героїв картини чекають неймовірні пригоди. Бідний хлопець запросив на побачення доньку бізнесмена, збираючись витратити на ресторан мало не всі свої заощадження. При цьому троє музикантів-невдах намагаються пограбувати її батька, прийшовши просто пограти на його вечірці. А людина, яка знайшла для них цю роботу, залишилася вдома стежити за своєю маленькою дитиною.

## Ролі
| Актор                | Роль                 |
| -------------------- | -------------------- |
| Нюша Шурочкіна       | Маша                 |
| Гарік Харламов       | Макс                 |
| Юрій Стоянов         | батько Маші          |
| Микола Наумов        | Валя                 |
| Олександр Ільїн мол. | Артем                |
| Тимур Батрутдінов    | Денис                |
| Олександр Молочников | Микита               |
| Андрій Гайдулян      | співробітник поліції |
| Олег Верещагін       | -                    |
| Олександр Булатов    | Юрка                 |
| Голуб Марина         | Люба                 |

## Знімальна група
- Режисер — Артем Аксененко, Араік Оганесян
- Сценарист — Павло Воронін, Ярослав Лукашевич, Тихон Корнєв
- Продюсер — Георгій Малков, Сарік Андреасян, Гевонд Андреасян, Володимир Поляков, Макс Олейников
- Композитор — Арташес Андреасян, Дарін Сисоєв